# Quadricellaria gigantea
Quadricellaria gigantea är en mossdjursart som beskrevs av Lu 1991. Quadricellaria gigantea ingår i släktet Quadricellaria och familjen Quadricellariidae. Inga underarter finns listade i Catalogue of Life.